# Grant MacEwan

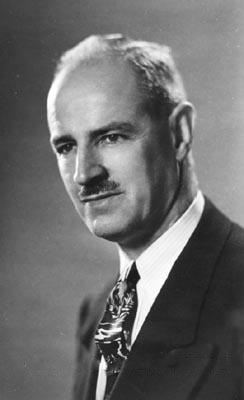
Grant MacEwan.

Unterschrift.

John Walter Grant MacEwan, OC, AOE (* 12. August 1902 bei Brandon, Manitoba; † 15. Juni 2000 in Calgary, Alberta) war ein kanadischer Politiker, Publizist und Agrarwissenschaftler. 1963 bis 1965 war er Bürgermeister von Calgary, von 1966 bis 1974 Vizegouverneur der Provinz Alberta.

## Biografie
MacEwan besuchte Schulen in Brandon und Melfort. Danach studierte er auf dem Ontario Agricultural College in Guelph und ging dort als Bachelor der Agrarwissenschaften ab. Sein Studium beendete er 1926 auf der University of Toronto. Zwei Jahre später wurde er Master auf dem Iowa State College. 1935 heiratete er Phyllis W. Cline. Aus der Ehe ging eine Tochter hervor.
Zwischen 1928 und 1946 arbeitete MacEwan an der University of Saskatchewan als Professor für Tierhaltung und Direktor der Landwirtschaftsschule. Von 1946 bis 1951 war er Dekan an der University of Manitoba. Während seiner wissenschaftlichen Laufbahn tat er sich als Herausgeber des Canadian Cattleman und The Western Producer hervor. Des Weiteren schrieb er mehrfach Artikel für die Ausgaben von Farm and Ranch Review. Ab dem Jahr 1936 beginnend schrieb er in kürzerem Abstand Bücher, die hauptsächlich seinem wissenschaftlichen Fachgebiet und der Geschichte Westkanadas gewidmet waren.
MacEwans politische Karriere begann 1951, als er erfolglos im Wahlkreis Brandon für einen Sitz im Unterhaus kandidierte. 1955 gewann er in Calgary für die Alberta Liberal Party einen Sitz in der Legislativversammlung von Alberta. Ab 1958 war er Vorsitzender dieser Partei, trat aber 1960 nach verlorener Wahl zurück. Nachdem er bereits von 1953 bis 1958 dem Stadtrat von Calgary angehört hatte, wurde er 1963 zum Bürgermeister gewählt. Dieses Amt hatte er während zwei Jahren inne.
Auf Vorschlag von Premierminister Lester Pearson wurde MacEwan am 6. Januar 1966 von Generalgouverneur Georges Vanier zum Vizegouverneur der Provinz Alberta ernannt. Er wurde ein zweites Mal für die Ausübung dieses Amtes vorgeschlagen und übte es bis zur Ernennung seines Nachfolgers am 2. Juli 1974 aus. Nach diesem Amt fungierte er als Vorsitzender des Men's Canadian Club of Calgary.
Zwischen 1966 und 1974 wurde MacEwan von insgesamt fünf verschiedenen Universitäten zum Ehrendoktor ernannt, jedes Mal im Fach der Rechtswissenschaft. 1975 erhielt er den Order of Canada, zehn Jahre später den Premier's Award For Excellence. Ein College und eine Grundschule sind nach ihm benannt.
Grant MacEwan starb am 15. Juni 2000 in Calgary. Er wurde dort auf dem Union-Friedhof zu Grabe getragen.

## Bibliographie (Auswahl)
- 1941: The Breeds of Farm Live-Stock in Canada
- 1945: The Feeding of Farm Animals
- 1969: Tatanga Mani. Walking buffalo of the stonies.
  - Auszug, Übers. Elke-Maria Pötzschke: Der große Geist, in: Gute Wanderschaft, mein Bruder. St. Benno Verlag, Leipzig 1986, S. 43–45
- 1975: The Battle for the Bay: The Story of the Hudson Bay Railroad
- 1983: Charles Noble, Guardian of the Soil
- 1984: French in the West
- 1989: Colonel James Walker: Man of the Western Frontier